# Abbaye de Clairefontaine (Arlon)
Pour les articles homonymes, voir Abbaye de Clairefontaine et Clairefontaine.
L'abbaye de Clairefontaine était un monastère de moniales cisterciennes situé à Clairefontaine, près d'Arlon dans la Province de Luxembourg, en Belgique. Fondée financièrement en 1247 par Ermesinde de Luxembourg et construite par son fils Henri V, l'abbaye fut choisie par testament de la fondatrice pour être la  nécropole de maison comtale de Luxembourg. Son tombeau y fut retrouvé lorsque les ruines furent explorées au XIXe siècle.
À la fin du XVIe siècle, l'église abbatiale fut agrandie et les bâtiments claustraux élargis. Au XVIIIe siècle, les bâtiments furent rehaussés pour éviter des problèmes récurrents de crues de la Durbaach. Le monastère fut détruit en 1794, lorsque les troupes révolutionnaires françaises envahirent le Luxembourg. Le site fut racheté en 1875 par les pères jésuites pour y construire la maison de campagne du noviciat jésuite (d'Arlon), lequel déménagea en 1968. 
Aujourd'hui, une association veille à la gestion et à l'entretien du site. Ses bénévoles assurent en particulier la visite guidée des ruines et de la chapelle Notre-Dame de Clairefontaine construite au XIXe siècle.

## Situation géographique
L’abbaye se trouve à Clairefontaine, hameau belge sur la Durbaach (ou ruisseau de Clairefontaine) situé à 4 km de la ville d’Arlon, dans la Province de Luxembourg, à quelques centaines de mètres de la frontière du Grand-Duché de Luxembourg. Le hameau prit le nom de l'abbaye, alors qu'anciennement le site s'appelait 'Bardenbourg'.

## Fondation
Ermesinde, fille du comte Henri IV de Luxembourg, qui résidait au château de Bardenbourg voisin, aurait eu un songe alors qu’elle se reposait près de la source dite « de Saint-Bernard ». Elle aurait compris que la Vierge l’invitait à fonder une abbaye cistercienne en l’endroit même. Il semble qu'une communauté se soit formée dès 1214 et que des travaux de construction commencèrent en 1216. Par testament (daté de 1247) Ermesinde « fonda » financièrement l’abbaye de Clairefontaine. Il était stipulé que l’abbaye de moniales serait de tradition cistercienne et deviendrait  nécropole des membres de sa famille. Son tombeau y fut retrouvé lorsque les ruines furent explorées au XIXe siècle. 
De 1247 à 1250, le monastère fut construit à l’endroit même où, cent ans auparavant (en 1147), saint Bernard, accompagnant le pape Eugène III (lui-même moine cistercien de Clairvaux et disciple de saint Bernard) en route vers l’Allemagne pour y prêcher la croisade, y bénit une source qui serait devenue miraculeuse. Henri V le Blond, le fils d’Ermesinde, se chargea de la construction des bâtiments par exécution de la volonté testamentaire de sa mère. La fondation fut approuvée par l’archevêque de Trèves.

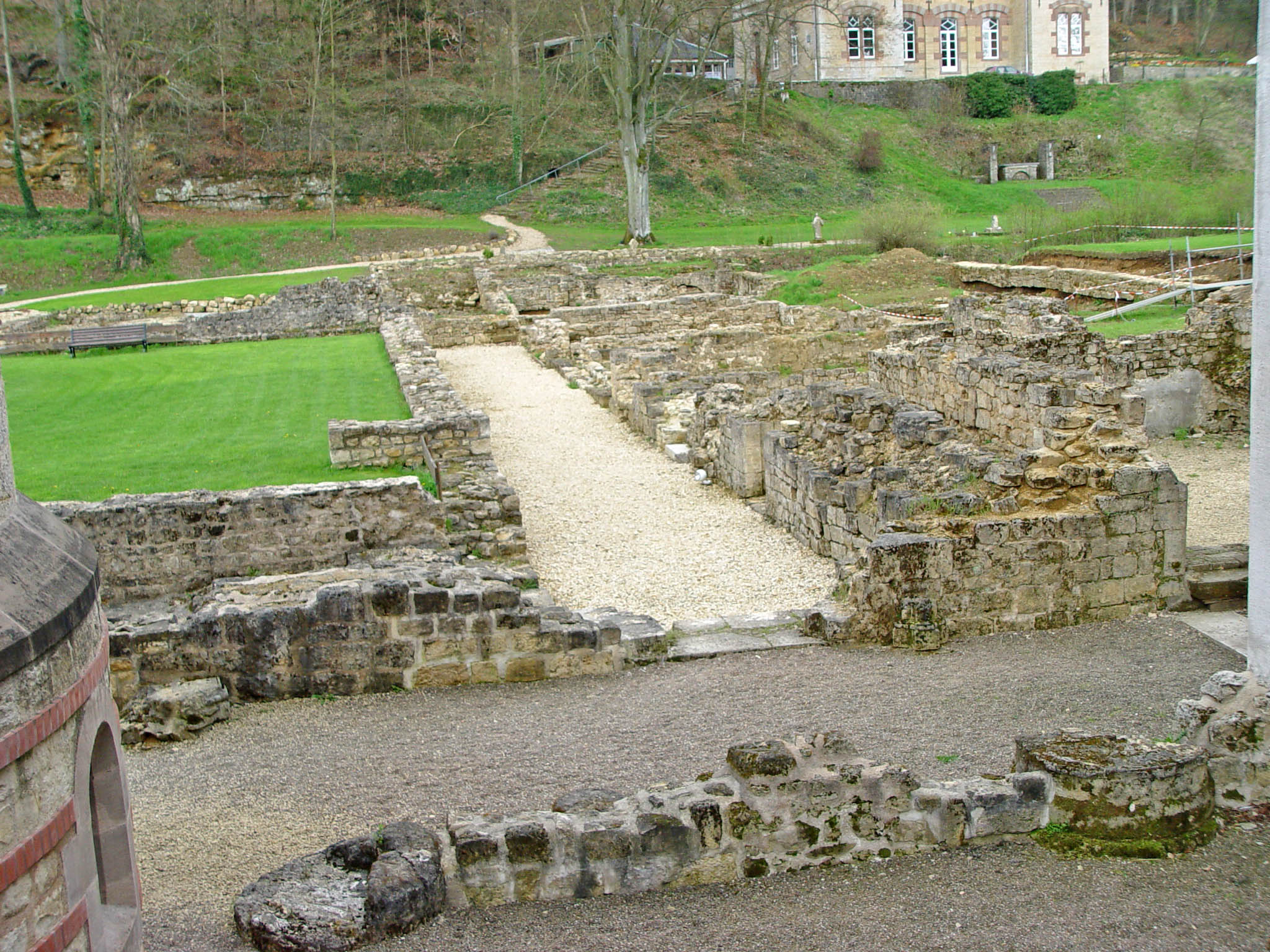
Tracé de l'ancien cloître, dans les ruines de l'abbaye

## Histoire
La première abbesse, de 1257 à 1280, fut la bienheureuse Hawis de Bar, parente d’Ermesinde. Elle laissa une réputation de sainteté. Le cartulaire de l’abbaye, sans donner une liste complète des abbesses, témoigne que plusieurs membres des familles de Luxembourg et de Bar furent à la tête de l’abbaye de Clairefontaine : entre autres Jeanne de Luxembourg († 1310) et Marguerite de Luxembourg, toutes deux filles d'Henri V.
Tout au long des premiers siècles de son existence l’abbaye eut des liens très rapprochés avec la maison comtale de Luxembourg dont elle recevait également dons et protection. Elle eut le statut quasi officiel de nécropole de la famille. Grâce aux comtes de Luxembourg, l’abbaye eut également son refuge dans la ville de Luxembourg.
À la fin du XVIe siècle (sous l’abbatiat d’Élisabeth de Larochette), l’abbaye subit d’importantes transformations dont un agrandissement de l’église abbatiale et un élargissement des bâtiments entourant le cloître. 
Fidèle à la tradition cistercienne de soutien et d'aide réciproque entre monastères, (la Charte de charité), les moniales de Clairefontaine avaient recours aux services de l’abbé d’Orval comme juge et arbitre en cas de grave conflit, et comme témoin lors des élections abbatiales. Cela ne créait cependant aucune dépendance juridique.
Au XVIIIe siècle, les bâtiments furent rehaussés d’un mètre et demi pour éviter les problèmes récurrents causés par les crues subites du ruisseau, la Durbaach, qui traversait la propriété et passait sous le lavoir et la cuisine. Des recherches archéologiques récentes ont retrouvé les structures plus anciennes de l’abbaye.
Le monastère fut détruit en 1794, lorsque les troupes révolutionnaires françaises envahirent le Luxembourg. Des documents mentionnent un incendie mais les recherches archéologiques ne trouvèrent aucune trace de feu dans les ruines. Le nom de l'abbaye, et sa tradition monastique, furent relevés en 1934 par un groupe de moniales trappistines françaises qui s'installèrent à Cordemois, en bord de Semois, près de Bouillon.

## Renaissance des lieux
À l’abandon pendant presque un siècle, le site fut racheté en 1875 par les pères jésuites pour y construire une maison de campagne pour leurs novices d’Arlon. Les tombeaux d’Ermesinde et de son fils Henri furent découverts lors du dégagement de la crypte de l’ancienne abbatiale. Une 'chapelle Notre-Dame de Clairefontaine' (également appelée Notre-Dame du Bel Amour) fut construite au-dessus de l'ancienne crypte abbatiale pour recevoir la statue de la ptrotectrice de l'ancienne abbaye. Elle devint un lieu de pèlerinage marial fréquenté surtout durant le mois de mai.
Le noviciat jésuite quitta Arlon en 1968 : la maison de campagne fut reprise par le doyenné d’Arlon (église Saint-Martin) comme centre de rencontre et de retraite. Il reprit le nom de Bardenbourg, éclipsé durant des siècles par celui de Clairefontaine. En 1997, le doyenné d'Arlon a cédé par bail emphytéotique la gestion du site à l'asbl AMANOCLAIR (AMis de l'Abbaye NOble de CLAIRefontaine). Cette asbl est constituée d'une vingtaine de bénévoles qui veillent à l'entretien du site ; ils assurent également des visites guidées, gèrent les locations des salles du Bardenbourg, gèrent la boutique-cafétéria des dimanches estivaux, organisent des événements, etc.

## Patrimoine architectural et culturel
L'ancienne abbaye présente les vestiges suivants :
- la porte monumentale de 1634,
- les ruines de la chapelle Sainte-Marguerite,
- le cimetière des abbesses,
- la source dite de Saint-Bernard,
- l'ancienne crypte abbatiale, située au-dessous de la nouvelle chapelle Notre-Dame de Clairefontaine,
- et dans cette crypte, le tombeau avec gisant de la fondatrice de Clairefontaine, monument funéraire qui date de 1815 ;
- une tête de lion qui faisait sans doute partie du sarcophage de Henri V Le Blond
- la ferme abbatiale du XVIIIe siècle, quasiment intacte (propriété privée).